# Gudrun Kadereit
Gudrun Kadereit (n. 26 de marzo de 1970) es una botánica y profesora alemana.
Es profesora de botánica en la Universidad de Maguncia. Realiza investigaciones en sistemática, filogenia, biogeografía y evolución de las quenopodiáceas, y de las melastomatáceas (con foco en Dissochaeteae); y con especial atención a la evolución de las halófitas, tolerancia a sequía; y fotosíntesis de las C4.

## Honores

### Eponimia
Especies
- (Asteraceae) Cousinia kadereitii Mehregan & Assadi[2]

- La abreviatura «G.Kadereit» se emplea para indicar a Gudrun Kadereit como autoridad en la descripción y clasificación científica de los vegetales.[3]